# Brautschleier (Geirangerfjord)

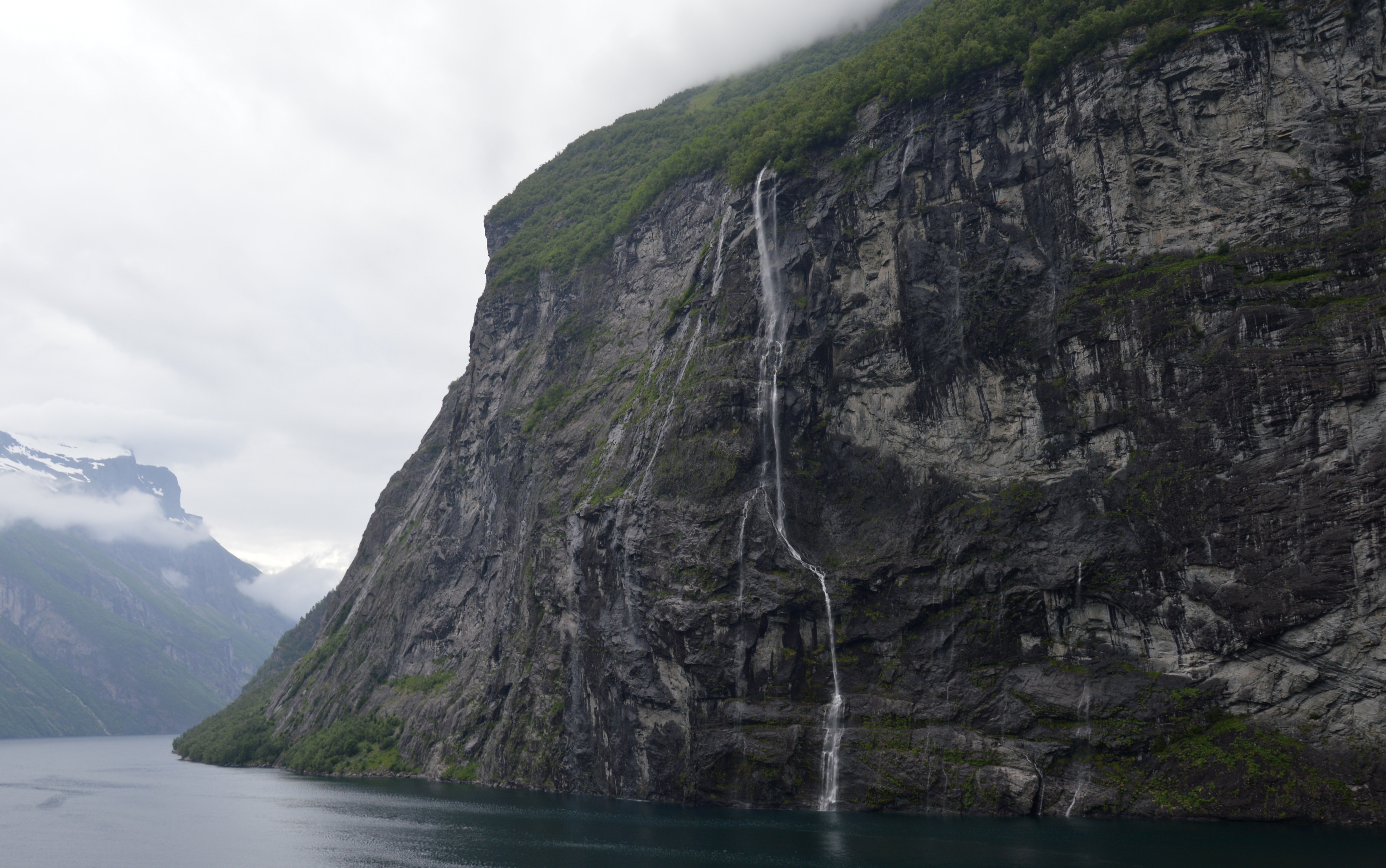
Wasserfall Brautschleier

Der Brautschleier (norwegisch: Brudesløret) ist ein Wasserfall im Geirangerfjord in der norwegischen Gemeinde Stranda in der Provinz Møre og Romsdal.
Er befindet sich auf der nördlichen Seite des Fjords und stürzt über eine Höhe von 320 Meter in den Geirangerfjord. Dabei erreicht er eine Breite von 30 Metern. Der Name Brautschleier ergibt sich, da der Wasserfall nur als dünner zarter Schleier über den Felsen stürzt. Auf der gegenüberliegenden Seite des Fjords befindet sich der Wasserfall Ljosurfossen.